# Anabarhynchus curvistylus
Anabarhynchus curvistylus är en tvåvingeart som beskrevs av Lyneborg 1992. Anabarhynchus curvistylus ingår i släktet Anabarhynchus och familjen stilettflugor. Inga underarter finns listade i Catalogue of Life.